# Liste der Kulturdenkmäler in Ludwigshafen am Rhein
In der Liste der Kulturdenkmäler in Ludwigshafen am Rhein sind alle Kulturdenkmäler der rheinland-pfälzischen Stadt Ludwigshafen am Rhein aufgeführt. Grundlage ist die Denkmalliste des Landes Rheinland-Pfalz (Stand: 18. November 2024).
Die Liste ist nach Stadtteilen gegliedert.

## Teillisten
- Liste der Kulturdenkmäler in Ludwigshafen-Friesenheim
- Liste der Kulturdenkmäler in Ludwigshafen-Gartenstadt
- Liste der Kulturdenkmäler in Ludwigshafen-Maudach
- Liste der Kulturdenkmäler in Ludwigshafen-Mundenheim
- Liste der Kulturdenkmäler in Ludwigshafen-Nördliche Innenstadt
- Liste der Kulturdenkmäler in Ludwigshafen-Oggersheim
- Liste der Kulturdenkmäler in Ludwigshafen-Oppau (mit Edigheim)
- Liste der Kulturdenkmäler in Ludwigshafen-Rheingönheim
- Liste der Kulturdenkmäler in Ludwigshafen-Ruchheim
- Liste der Kulturdenkmäler in Ludwigshafen-Südliche Innenstadt